# Campionati austriaci di sci alpino 1967
I Campionati austriaci di sci alpino 1967 si svolsero nel Montafon (a Gargellen, Partenen e Schruns) tra il 23 e il 26 febbraio; furono assegnati i titoli di discesa libera, slalom gigante, slalom speciale e combinata, sia maschili sia femminili.

## Risultati

### Uomini

#### Discesa libera
| Pos. | Atleta          | Nazione |
| ---- | --------------- | ------- |
| 1    | Gerhard Nenning | Austria |
| 2    | Karl Schranz    | Austria |
| 3    | Herbert Huber   | Austria |

Data: 24 febbraio

Località: Schruns

#### Slalom gigante
| Pos. | Atleta          | Nazione |
| ---- | --------------- | ------- |
| 1    | Heini Messner   | Austria |
| 2    | Karl Schranz    | Austria |
| 3    | Werner Bleiner  | Austria |
| 3    | Gerhard Nenning | Austria |

Data: 25 febbraio

Località: Gargellen

#### Slalom speciale
| Pos. | Atleta        | Nazione |
| ---- | ------------- | ------- |
| 1    | Heini Messner | Austria |
| 2    | Gerhard Riml  | Austria |
| 3    | Herbert Huber | Austria |

Data: 26 febbraio

Località: Partenen

#### Combinata
| Pos. | Atleta             | Nazione |
| ---- | ------------------ | ------- |
| 1    | Hugo Nindl         | Austria |
| 2    | Reinhard Tritscher | Austria |
| 3    | Alfred Matt        | Austria |

Data: 24-26 febbraio

Località: Gargellen, Partenen, Schruns

Classifica stilata attraverso i piazzamenti ottenuti
in discesa libera, slalom gigante e slalom speciale

### Donne

#### Discesa libera
| Pos. | Atleta            | Nazione |
| ---- | ----------------- | ------- |
| 1    | Traudl Hecher     | Austria |
| 2    | Bernadette Rauter | Austria |
| 3    | Olga Pall         | Austria |

Data: 24 febbraio

Località: Schruns

#### Slalom gigante
| Pos. | Atleta           | Nazione |
| ---- | ---------------- | ------- |
| 1    | Erika Schinegger | Austria |
| 2    | Gertrud Gabl     | Austria |
| 3    | Inge Jochum      | Austria |

Data: 23 febbraio

Località: Gargellen

#### Slalom speciale
| Pos. | Atleta           | Nazione |
| ---- | ---------------- | ------- |
| 1    | Gertrud Gabl     | Austria |
| 2    | Erika Schinegger | Austria |
| 3    | Christl Ditfurth | Austria |

Data: 25 febbraio

Località: Partenen

#### Combinata
| Pos. | Atleta        | Nazione |
| ---- | ------------- | ------- |
| 1    | Gertrud Gabl  | Austria |
| 2    | Traudl Hecher | Austria |
| 3    | Inge Jochum   | Austria |

Data: 23-25 febbraio

Località: Gargellen, Partenen, Schruns

Classifica stilata attraverso i piazzamenti ottenuti
in discesa libera, slalom gigante e slalom speciale